# Direcção Nacional de Águas
Die Direcção Nacional de Águas, DNA (deutsch: Nationale Wasserdirektion; englisch National Directorate of Water) ist die nationale Wasserbehörde von Mosambik. Sie hat ihren Sitz in Maputo und ist dem Ministério das Obras Públicas e Habitação, MOPH (Ministerium für öffentliche Arbeiten und Wohnungsbau) und darin dem Bereich Direcção Nacional de Gestão de Recursos Hídricos unterstellt.

## Aufgaben
Die Direcção Nacional de Águas verantwortet als Fachbehörde alle national bedeutsamen Wasserangelegenheiten der mosambikanischen Zentralregierung. Dazu zählen die Entwicklung und Verwaltung themenrelevanter Strategien sowie internationale Kooperationsaktivitäten. Insbesondere werden die von ihr geplanten Investitionen zur Wasserversorgung und Abwasserbeseitigung in ländlichen und städtischen Arealen vorangetrieben, wobei die aktive Bewirtschaftung von Wasserressourcen inbegriffen ist. Ferner werden Planungen für wasserwirtschaftliche Anlagen zur Trinkwassergewinnung vorgenommen. Ein besonderer Aufgabenbereich besteht in der Verwaltung von Vereinbarungen über die gemeinsame Inanspruchnahme von Wasserressourcen mit den Nachbarländern, wenn die Einzugsgebiete der Binnengewässer eine grenzüberschreitende Ausdehnung besitzen.

## Ziele
Als vorrangiges Ziel der Direcção Nacional de Águas gilt die Sicherung des Grundbedarfs an Trinkwasser für die Einwohner auf Basis einer zuverlässigen Versorgungsstruktur in Verbindung mit dem Ausbau der Abwasserbeseitigung. Dieser Infrastrukturaufbau steht in Zusammenhang mit Maßnahmen zur Bekämpfung von übertragbaren Krankheiten. Landesspezifisch sind das hauptsächlich Malaria, Cholera und Diarrhoe.
Als ein weiteres wichtiges Ziel gilt die Eindämmung natürlicher Gefahrenpotenziale im Verlauf von Überschwemmungen und Dürren mit Hilfe darauf ausgerichteter Planungen und den Einsatz von Schutzmaßnahmen. Ein damit verknüpftes Handlungsfeld erstreckt sich auf Befragungen der Bevölkerung sowie vorsorgende Informationsaktivitäten für die Einwohner und regionalen Institutionen in den von zyklischen Naturereignissen besonders betroffenen Landesteilen.

## Natürliche Grundlagen
Die Nationale Strategie zur Bewirtschaftung der Wasserressourcen aus dem Jahre 2007 setzt die wichtigsten Ziele und den dazu erforderlichen Handlungsrahmen. Bedeutende Wasserressourcen im Rahmen dieser Strategie bilden die Flüsse (von Süden nach Norden): Maputo, Umbeluzi, Incomati, Limpopo, Save, Búzi, Pungoé, Zambeze, Licungo, Ligonha, Lúrio, Messalo und Rovuma.

## Administrative Rahmenbedingungen
In Mosambik existiert ein Conselho Nacional de Águas (Nationaler Wasserrat), das als beratendes Gremium von der Regierung errichtet wurde. Dessen Mitglieder sollen die Koordinierung zwischen den zuständigen Stellen und weiteren Partnern verbessern und an der effektiven Maßnahmenumsetzung mitwirken. Die spezifische Rechtsgrundlage für die Arbeit der Behörde bildet ein Erlass des Ministers für Öffentliche Arbeiten und Wohnungsbau, Nr. 142/2012 vom 11. Juli 2012, mit dem Titel „Regulamento Interno da Direcção Nacional de Águas“.
Die Wasserbehörde wird von einem Kollektivorgan geleitet, das sich aus dem Colectivo de Direcção (sinngemäß: Gesamtleitung) und dem Conselho Técnico (etwa: Technischer Beirat) zusammensetzt. An der Spitze steht ein Director Nacional.

## Galerie zur Wassersituation

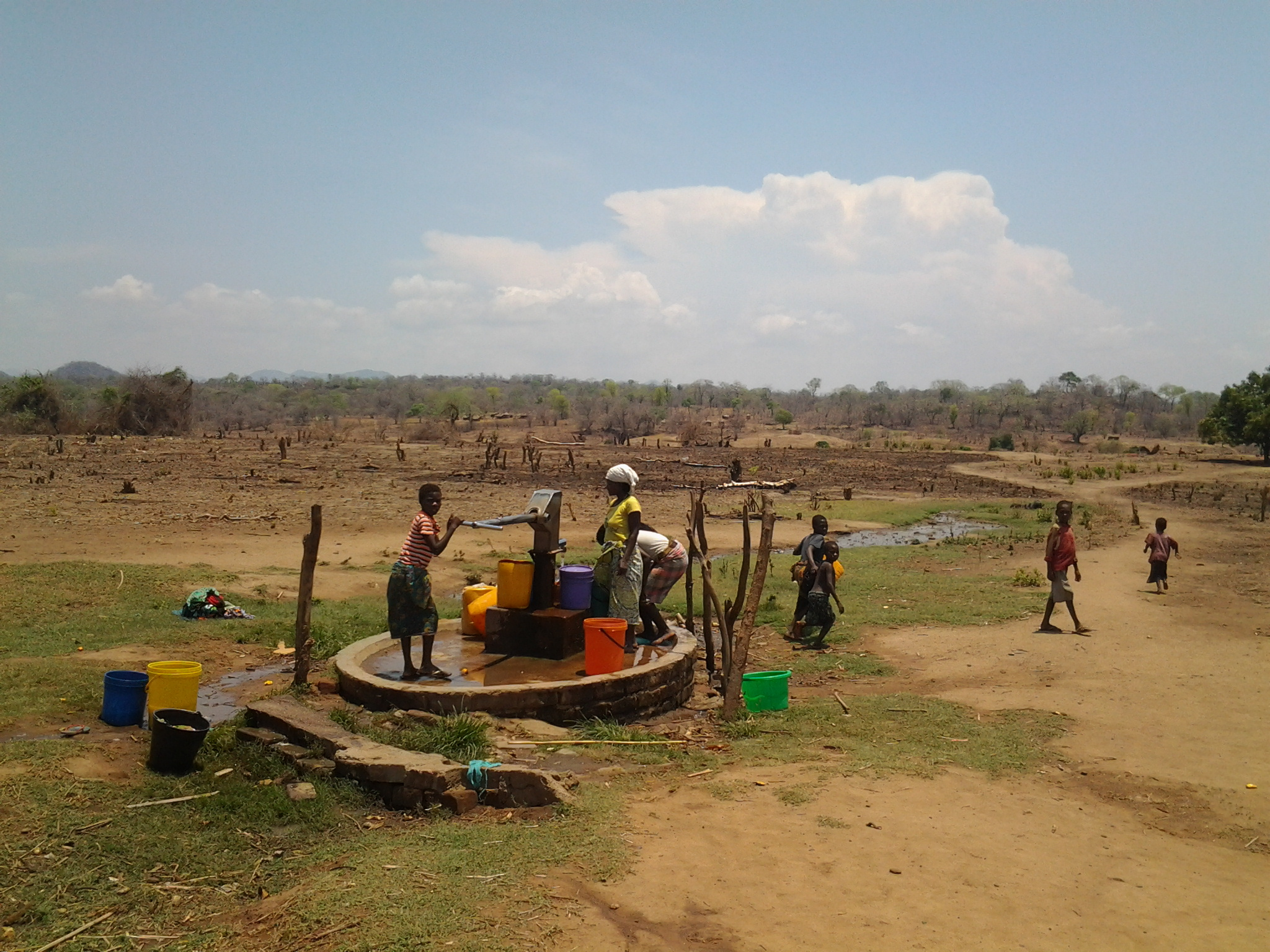
Trinkwasserbrunnen eines Dorfes an einem Bohrloch (2016)
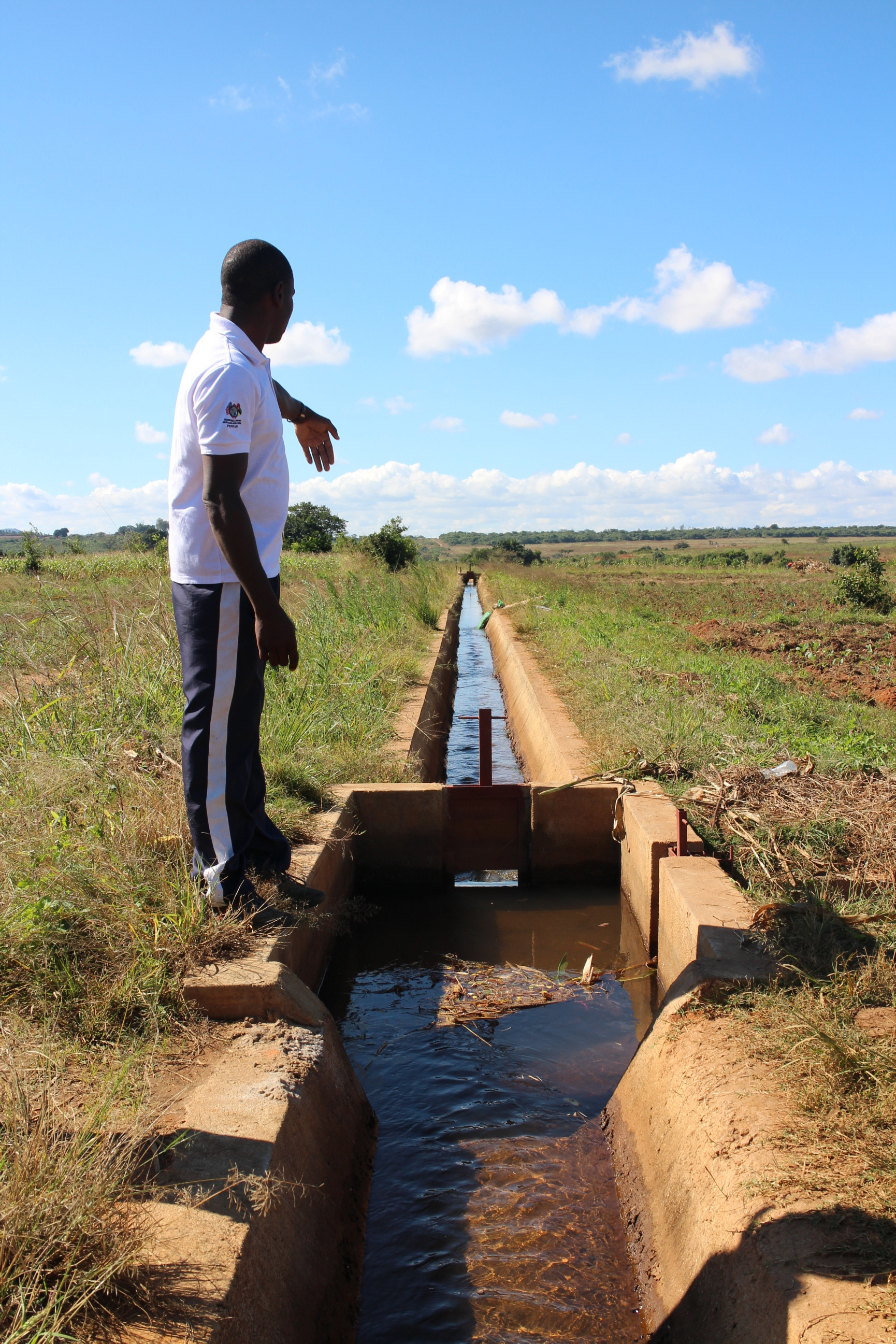
Bewässerungsfeld-Wirtschaft (2016)
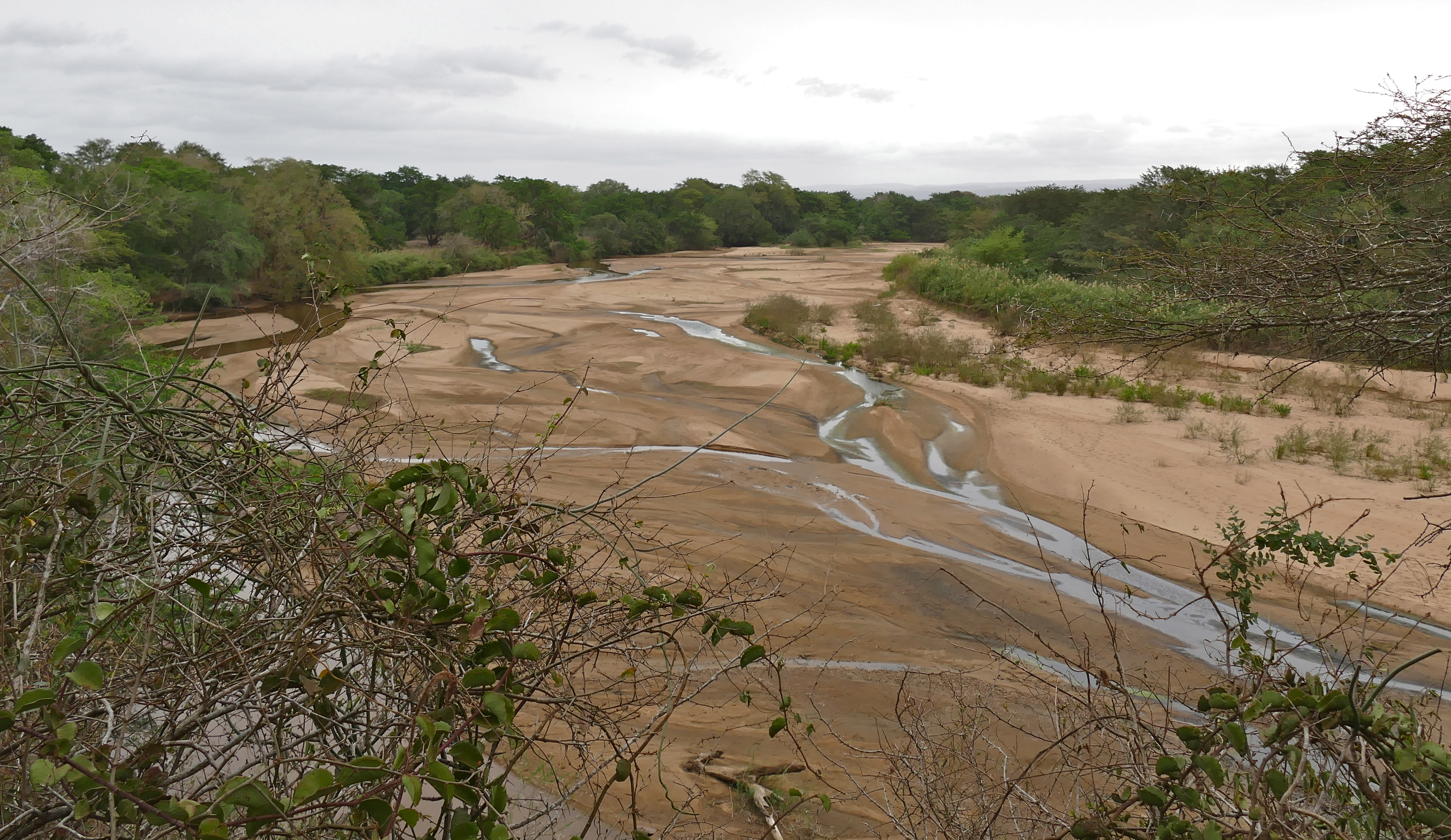
Trockengefallener Flusslauf an der mosambikanisch-südafrikanischen Grenze (2016)
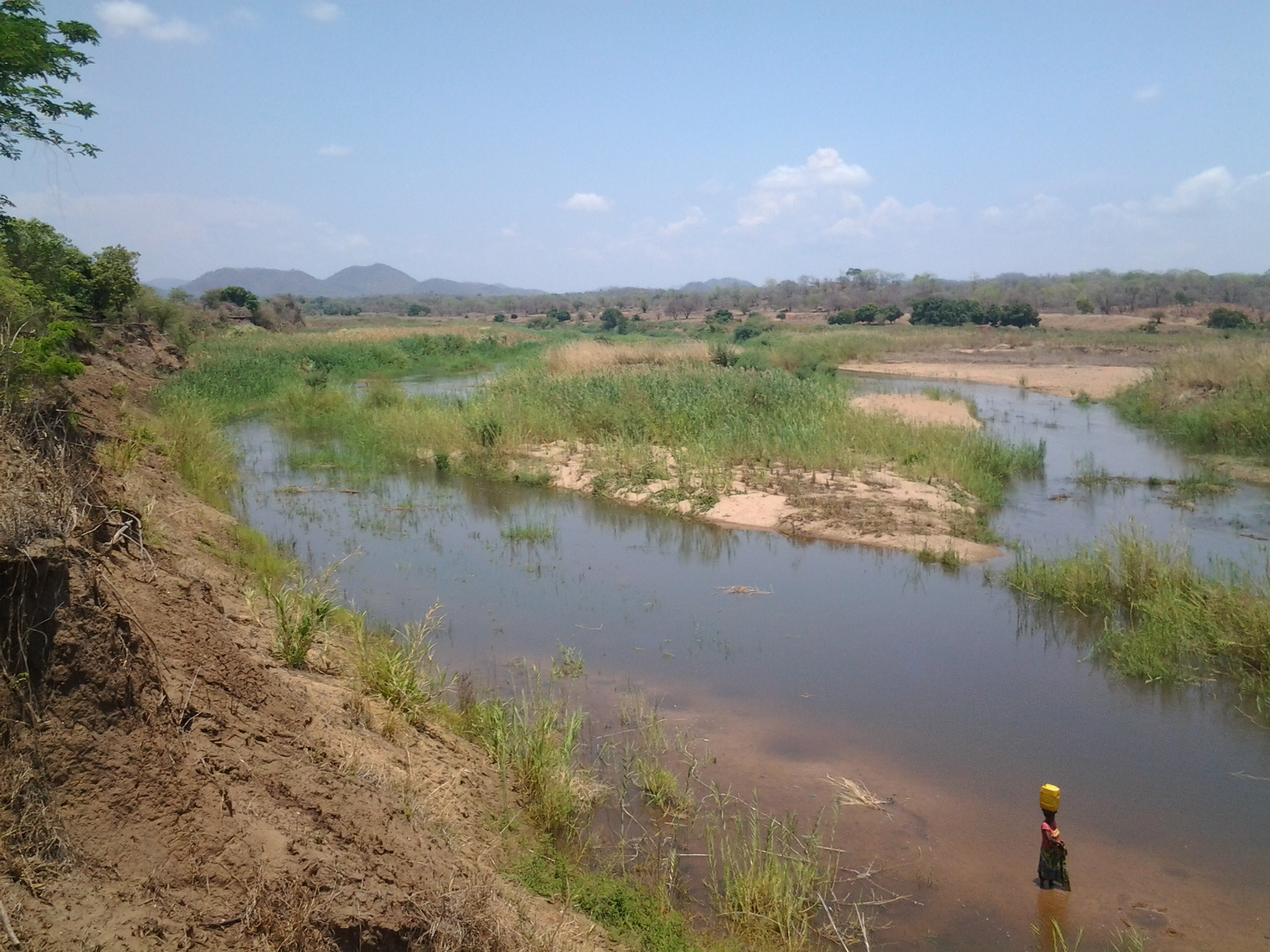
Traditionelle Wassergewinnung in einer infrastrukturell unterversorgten Region (2016)

## Periodika
- Boletim Hidrológico Nacional, Mitteilungsblatt der Wasserbehörde mit hydrometrischen Daten über Flüsse und Stauanlagen[6]